# Đảo Bananal
Đảo Bananal (tiếng Bồ Đào Nha: Ilha do Bananal, IPA: [banaˈnaw]) là một đảo lớn được tạo thành do sông Araguaia tách làm đôi, thuộc tây nam Tocantins, Brasil. Hòn đảo được hình thành ở phần phân nhánh rất bằng phẳng của sông Araguaia. Bananal là cù lao sông lớn nhất thế giới, với chiều dài 350 km (217 mi) và chiều rộng là 55 km (34 mi). Tổng diện tích của đảo là 19.162,25 km² (7.400 mi²), gấp hai lần Liban hay Jamaica.

## Môi trường và bảo vệ văn hóa
Đảo Bananal là một khu bảo tồn thiên nhiên và văn hóa. Phù hợp với điều 28 trong Điều lệ của Luật Indien (Artigo 28 do Estatuto do Indío-lei) Số. 6001 ban hành vào ngày 19 tháng 12 năm 1973, một khu vực có diện tích 5.577,26 km² được bảo vệ với vị thế Vườn quốc gia Araguaia và 13.584,99 km² là khu vực bảo tồn văn hóa của dân bản địa. Một phần ba phía bắc của đào, được công nhận là vườn quốc gia, là một địa điểm phổ biến với hoạt động du lịch sinh thái. Hai phần ba phía nam của đảo là lãnh thổ dân bản địa.

## Cư dân
Mặcd dù những người Brasil không có nguồn gốc bản địa đã từng sống trên đảo trong quá khứ song hiện nay chỉ có cư dân bản địa sông trên đảo.
Có ít nhất 4 bộ lạc sinh sống trên đảo Bananal: Javaés, Karajá, Ava-Canoeiro, và Tuxá. Có 16 aldeias hay làng trên đảo: Barra do Rio, Barreira Branca, Boa Esperança, Boto Velho, Cachoeirinha, Fontoura, JK, Kanoanã, Kaxiwe, Macaúba, Santa Isabel, São João, Txoude, Txuiri, Wari-Wari, Watau.
Không có cây cầu nào nối hòn đảo với bang Tocantins ở phía đông hay Mato Grosso ở phía tây. Trong suốt năm, phương tiện duy nhất để đến đảo là thuyền. Tuy nhiên, trong một vài tuần vào mùa khô (tháng 6- tháng 8) sông khá nông và có thể đi ô tô sang đảo. Đường làng đủ rộng để ô tô hay máy kéo có thể đi lại mặc dù phương tiện vận chuyền chính là ngựa, xe đạp hay đi bộ.

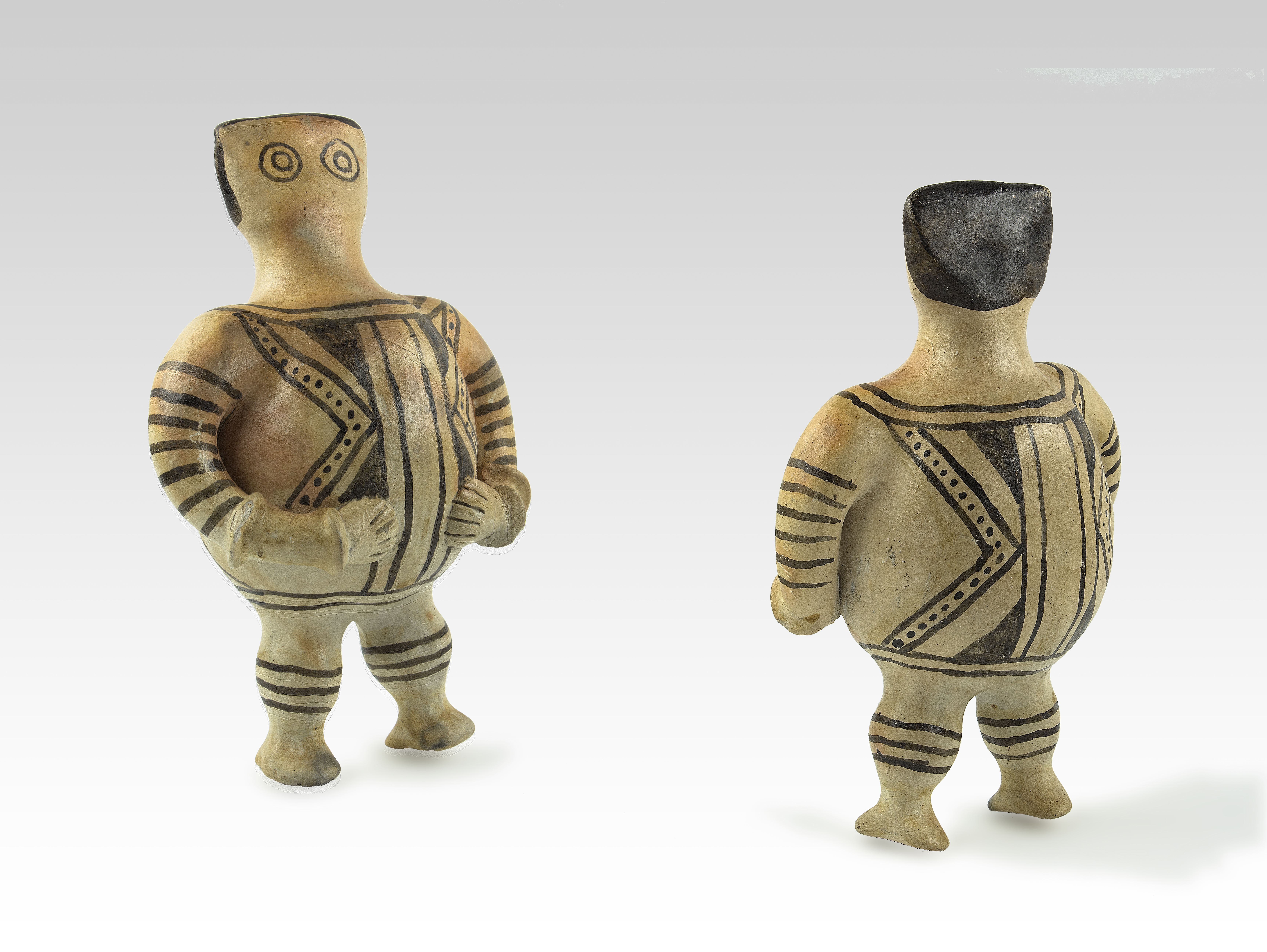
bức tượng gốm

## Đô thị
Từ bắc đến nam, hòn đảo tạo thành phần phía tây của đô thị Pium, Lagoa da Confusão, và Formoso do Araguaia, tại Tây Nam Tocantins.